# Битка на реци Сити
Битка на реци Сити 1238 била је део монголског освајања Русије.

## Битка
Након пада Рјазања, 21. децембра 1237, велики кнез Јуриј Владимирски је побегао преко Волге, у Јарослављ, где је на брзину окупио војску уз помоћ својих рођака, кнеза Васиљка Ростовског и кнеза Всеволода Јарославског. Уједињени кнезови су затим кренули на Владимир, у нади да ће разбити опсаду и спасти град, али је већ било касно. Руска војска је опкољена и уништена на обали реке Сите, а кнезови су изгинули у борби, осим кнеза Васиљка који је заробљен и погубљен неколико недеља касније.

## Последице
Ова битка означила је крај организованог отпора Монголима и почетак два века татарске власти у Русији и Украјини. Погинулог великог кнеза Јурија наследио је млађи брат, Јарослав, који је 1243. признао власт Бату-кана и владао Владимир-Суздаљем као монголски вазал.